# 마젤란펭귄
마젤란펭귄(Spheniscus magellanicus)은 줄무늬펭귄속의 펭귄 종이다.

## 설명

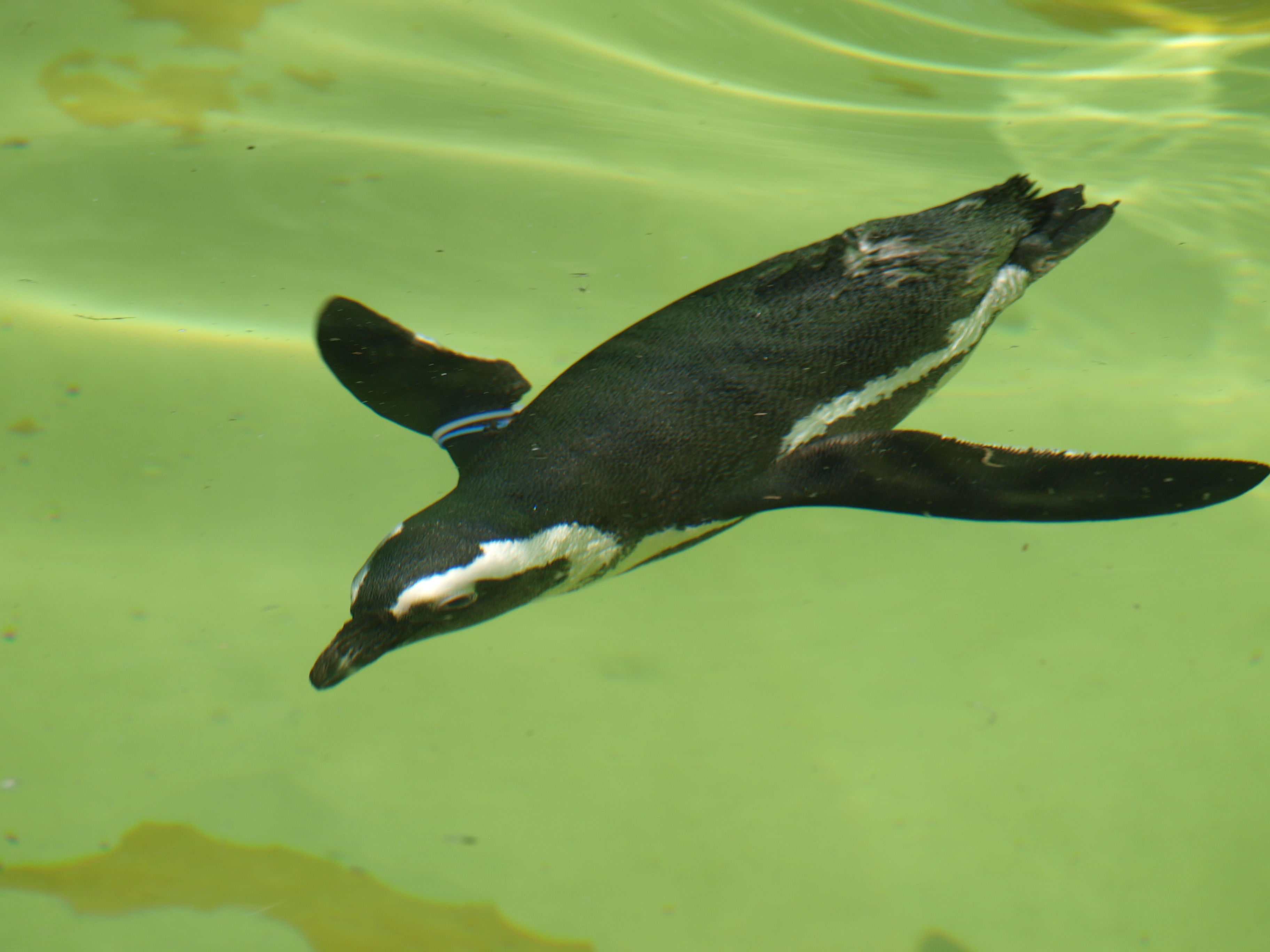

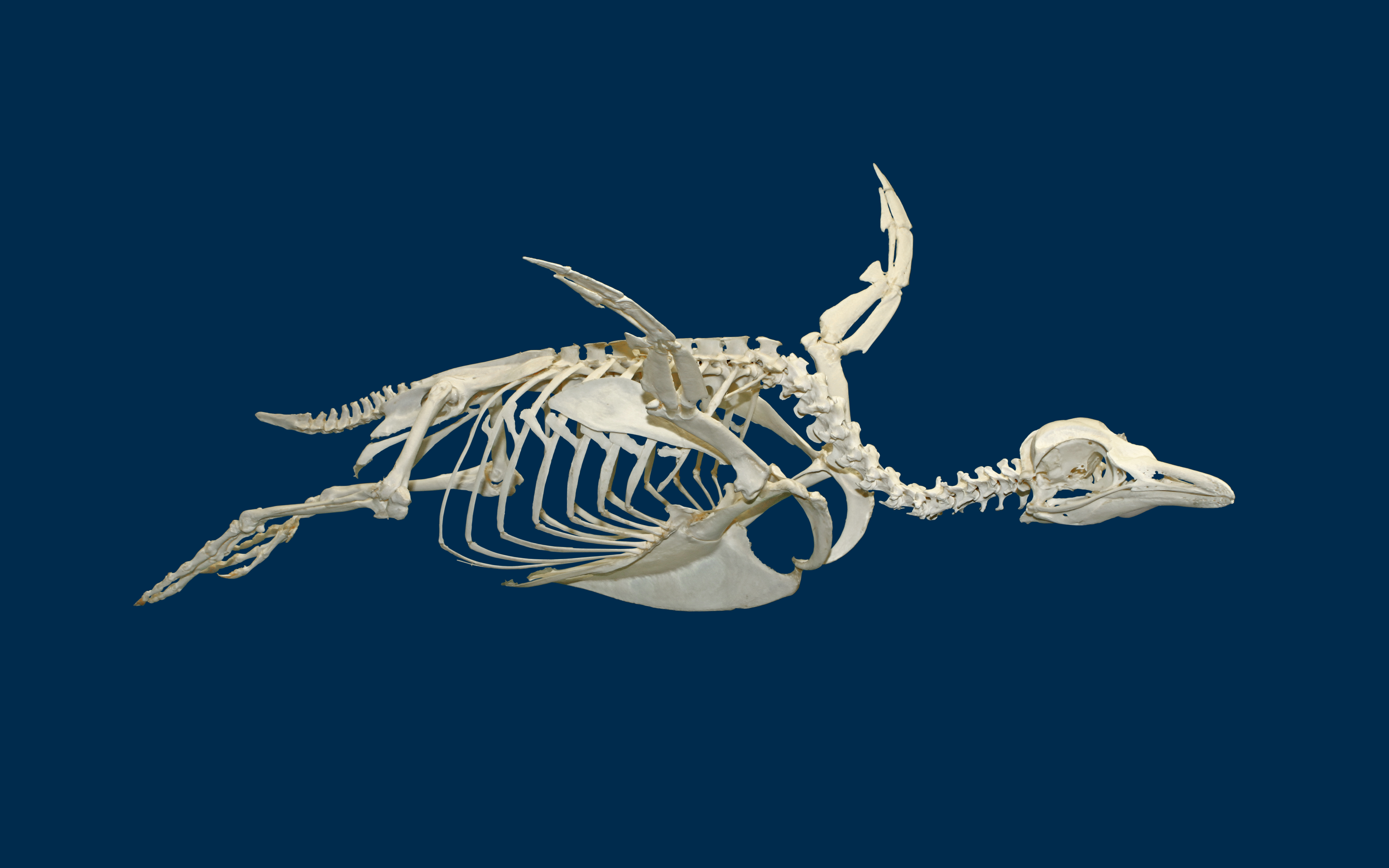
마젤란펭귄의 뼈

마젤란펭귄은 키가 61~76cm로 자라며, 몸무게는 2.7~6.5kg인 중형 펭귄이다. 수컷은 암컷보다 몸집이 크며, 어미가 새끼를 키우는 동안 몸무게가 줄어든다.
성체의 등받이는 검은색이고 복부는 흰색이다. 머리와 가슴 사이에 2개의 검은색 띠가 있으며, 아래쪽 띠는 뒤집어진 말굽 모양이다. 머리는 검은색으로 넓은 흰색 태두리가 있다. 새끼의 몸색깔은 회색-파란색이며 가슴에 더 희미한 회색-파란색이 있다. 마젤란펭귄은 야생에서 최대 25년까지 살수있다.
새끼는 보통 발에 얼룩 무늬가 있으며, 성체로 자라면서 사라진다.
다른 종류의 펭귄과 마찬가지로 마젤란펭귄은 물속에서 헤엄치는데 사용되는 매우 단단한 날개가 있다.